# Dobra (waluta)
Dobra – jednostka walutowa Wysp Świętego Tomasza i Książęcej od 1977 roku. 1 dobra = 100 centymów. Od 1 stycznia 2010
sztywny kurs do euro. Przed denominacją w obiegu znajdowały się:
- monety o nominałach 50 centymów oraz 1, (2,5), 5, 10, 20, 100, 250, 1000 i 2500 dobr.
- banknoty o nominałach 100, 500, 1000, 2000, 5000, 10000, 20000 i 50000 dobr.

W 2018 roku przeprowadzono denominację Odtąd w obiegu znajdują się:
- monety o nominałach 10, 20 i 50 centymów oraz 1 i 2 nowe dobra.
- banknoty o nominałach 5, 10, 20, 50, 100, 200 nowych dóbr.